# بيتر فان دير ليندن
بيتر فان دير ليندن (بالهولندية: Pieter Cort van der Linden)‏ (و. 1846 – 1935 م) هو محامي، ومحامي، وسياسي، ودبلوماسي، وأستاذ جامعي، واقتصادي، وقاضي هولندي، ولد في لاهاي، كان عضوًا في ليبرالية، توفي في لاهاي، عن عمر يناهز 89 عاماً.

## مناصب
تولى منصب وزير دولة ‏ (1915–1918)
- رئيس وزراء هولندا (29 أغسطس 1913–9 سبتمبر 1918)
- وزير العدل (1897–1901)
- وزير الأمن والعدل
- وزير الخارجية
- وزير الداخلية وشؤون المملكة ‏.

## التعليم
تعلم في جامعة لايدن (حتى 1869)، وGymnasium Haganum ‏.